# Vincent Burnelli
Vincent Burnelli, né le 22 novembre 1895 à Temple et mort le 21 juin 1964 à New York, est un ingénieur américain et pionnier de l'aéronautique, qui proposa de nombreux prototypes durant la première moitié du XXe siècle. La conception du General Airborne Transport XCG-16 a évolué à partir des théories du fuselage porteur (« lifting fuselages ») de Vincent Burnelli énoncées dans le brevet américain n ° 1 758 498, délivré le 13 mai 1930.